# Non c'è due senza quattro
Non c'è due senza quattro (Brasil: Eu, Você, Ele e os Outros ) é um filme italiano de 1984, dos gêneros ação e comédia, dirigido por Enzo Barboni, com locações no Rio de Janeiro.

## Sinopse
Bastiano e Antonio Coimbra de la Coronilla y Azevedo são dois primos bilionários que estão recebendo seguidas ameaças de morte para não assinar um contrato importante. Greg Wonder (Bud Spencer), um saxofonista de jazz, e Eliot Vance (Terence Hill), um dublê, são contratados por um serviço ultrassecreto para substituir os primos em todas as situações e, caso descubram quem está fazendo as ameaças, receberão um bônus de US$ 500 mil cada um. 

## Elenco
- Terence Hill - Eliot Vance / Bastiano Coimbra de la Coronilla y Azevedo
- Bud Spencer - Greg Wonder / Antonio Coimbra de la Coronilla y Azevedo
- April Clough - Olympia Chavez
- Nello Pazzafini - Tango
- Dary Reis - Líder dos mercenários
- Ataíde Arcoverde - Vinicio
- Claudioney Penedo - Chefe do Tango
- Fernando Amaral - Secretário
- Carlos Kurt - Empresário